# Nguyễn Hữu Thọ

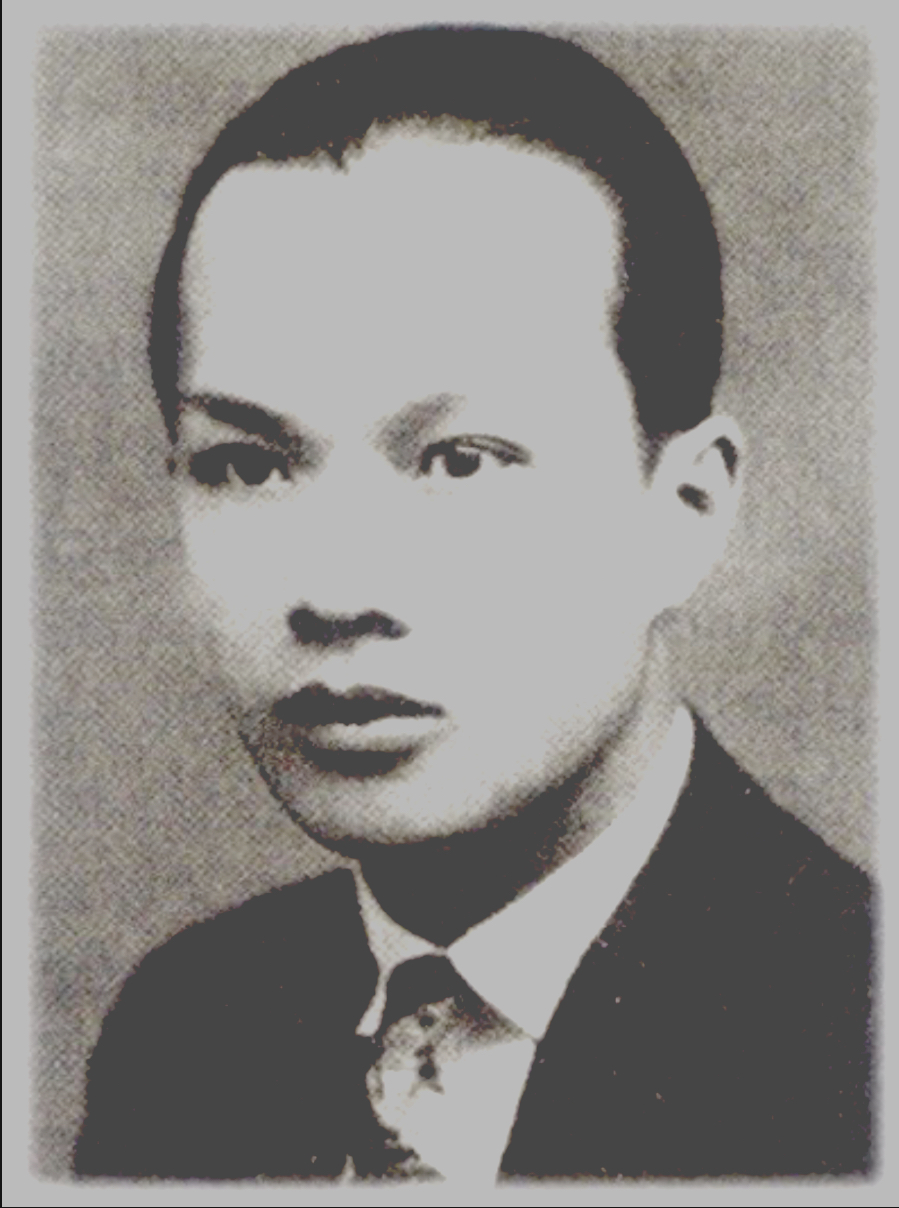
Nguyễn Hữu Thọ, 1932

Nguyễn Hữu Thọ (* 10. Juli 1910 in der Provinz Cholon, Französisch-Indochina; † 24. Dezember 1996) war ein vietnamesischer Politiker.

## Leben
Thọ wurde als Sohn eines einheimischen leitenden Angestellten einer Gummiplantage in Cholon geboren. Ab 1921 studierte er in Aix-en-Provence Jura. Im April 1932 beantragte er die französische Staatsbürgerschaft, die ihm jedoch verweigert wurde. Er kehrte 1933 nach Indochina zurück und wurde in Saigon als Anwalt tätig.
Nguyễn Hữu Thọ begann seine politische Laufbahn 1949, als er in führenden Stellungen an den Protesten gegen die französische Okkupation Indochinas sowie gegen die Patrouillen US-amerikanischer Kriegsschiffe vor der Küste Südvietnams teilnahm. Wegen dieser Tätigkeiten wurde er festgenommen und verbüßte zwischen 1950 und 1952 eine Freiheitsstrafe. Während dieser Zeit gewann er großes Ansehen bei der Bevölkerung wegen seines ausgedehnten Hungerstreiks gegen den Indochinakrieg.
Nach der Teilung Vietnams in das kommunistische Nordvietnam und das pro-amerikanische Südvietnam 1954 blieb er in seiner südvietnamesischen Heimat und kooperierte in der Folgezeit mit der Regierung von Präsident Ngô Đình Diệm bis zur erneuten Verhaftung wegen seines Eintretens für landesweite Wahlen zur Erreichung der Wiedervereinigung. Mit Ausnahme einer kurzen Unterbrechung befand er sich zwischen 1954 zu seiner Flucht 1961 überwiegend in Gefängnissen in Südvietnam. Nach seiner Flucht wurde er zunächst Interimspräsident und dann 1962 Vorsitzender der am 20. Dezember 1960 von ihm mitbegründeten Nationalen Front für die Befreiung Südvietnams (Mặt Trận Giải Phóng Miền Nam Việt Nam, NLF). Mit dieser Befreiungsbewegung führte er erfolgreiche Protestaktionen gegen die Regierung Südvietnams durch.
Während des Vietnamkrieges gründete die NLF im Juni 1969 die Provisorische Revolutionsregierung von Südvietnam, in der Huỳnh Tấn Phát Präsident und er selbst Vorsitzender des Konsultativrates wurde. Nach der Eroberung Saigons durch Einheit der Armee von Nordvietnam und der NLF im April 1975 wurde er Ministerpräsident Südvietnams.
Nach der Wiedervereinigung und der Gründung der Sozialistischen Republik Vietnam am 2. Juli 1976 wurde er einer von zwei Vizepräsidenten und somit Stellvertreter von Tôn Đức Thắng. Zugleich war er erster Bürgermeister von Ho-Chi-Minh-Stadt. Nach dem Tod Tôn Đức Thắngs am 30. März 1980 wurde er amtierender Präsident Vietnams und bekleidete dieses Amt bis zu seiner Ablösung durch Trường Chinh am 4. Juli 1981.
Im Anschluss war er zwischen 1981 und 1992 als Vizepräsident des Staatsrates Stellvertreter der Präsidenten Trường Chinh sowie Võ Chí Công. Zugleich war er von 1981 bis 1987 Vorsitzender der Nationalversammlung (Quốc hội Việt Nam) und damit Parlamentspräsident.
Zuletzt war er zwischen 1988 und 1994 Vorsitzender der Vaterländischen Front (Mặt trận Tổ quốc Việt Nam), dem Dachverband der Massenorganisationen des Landes.